# فالنتين غريغور
فالنتين غريغور (بالألمانية: Valentin Gregor)‏ هو ملحن ألماني، ولد في 13 مايو 1963 في بون في ألمانيا.

## وصلات خارجية
- فالنتين غريغور على موقع ميوزك برينز (الإنجليزية)
- فالنتين غريغور على موقع أول ميوزيك (الإنجليزية)
- فالنتين غريغور على موقع ديسكوغز (الإنجليزية)